# قرار مجلس الأمن التابع للأمم المتحدة رقم 729
قرار مجلس الأمن التابع للأمم المتحدة رقم 729، المتخذ بالإجماع في 14 كانون الثاني / يناير 1992، بعد التذكير بالقرارات 637 (1989)، 693 (1991) و714 (1991)، رحب المجلس بإبرام اتفاقات بين حكومة السلفادور وجبهة فارابوندو مارتي للتحرير الوطني لوضع حد للحرب الأهلية الجارية في السلفادور وعزم الأمين العام إنهاء بعثة مراقبي الأمم المتحدة في السلفادور.
لذلك قرر المجلس توسيع ولاية بعثة المراقبين لتشمل التحقق من جميع الاتفاقات ورصدها بمجرد توقيعها في مكسيكو سيتي، ولا سيما تلك المتعلقة بوقف النزاع المسلح وإنشاء شرطة مدنية وطنية. نشرت البعثة الموسعة 372 فردًا عسكريًا إضافيًا و631 ضابطًا شرطة، ومراقبة اتفاقية وقف إطلاق النار التي من المقرر أن تدخل حيز التنفيذ في 1 فبراير 1992،  والحفاظ على النظام العام. وقرر أيضاً تمديد ولاية البعثة حتى 31 تشرين الأول / أكتوبر 1992، وسيُستعرض مستقبلها بعد ذلك وفقاً لتوصية الأمين العام.
كما حث القرار على التعاون الكامل من كلا الطرفين مع البعثة، وأعاد التأكيد على استمرار مهمة المساعي الحميدة للأمين العام، ودعم كولومبيا والمكسيك وإسبانيا وفنزويلا في المنطقة.

## روابط خارجية
- نص القرار في undocs.org